# Tatkovo, Kărdjali
Tatkovo (în bulgară Татково) este un sat în comuna Kărdjali, regiunea Kărdjali,  Bulgaria. 

## Demografie
Componența etnică a satului Tatkovo
     Turci (87,93%)
     Nicio identificare (12,06%)
     Altele (0%)
La recensământul din 2011, populația satului Tatkovo era de 58 locuitori. Din punct de vedere etnic, majoritatea locuitorilor (87,93%) erau turci. Pentru 12,06% din locuitori nu este cunoscută apartenența etnică.